# 熨平机
熨平机是洗涤机械的一种，属于洗衣房设备。其主要部件一般是两个辊（现代的熨平机可能含有三个辊），辊通过手摇或通过电力使之转动。当潮湿的衣物经过两个辊之间被轧过之后，可以除去大量的水分，这便是熨平机设计的最初目的。后来，辊通过蒸汽或者电力加热后，就成了真正意义上的熨平机了。现在，熨平机用于床单、桌布、布料等等的轧平过程。

## 历史
熨平机发明于18世纪，到了19世纪末期，蒸汽引擎被引入到了洗涤机械的设计中，于是用于工业的蒸汽熨平机出现了。20世纪40年代，电力熨平机被发明。此时，电力的应用、设计的改进使得熨平机的效率有了很大的提高，从而，在工业应用上，熨平机彻底取代了熨斗和熨板而成为主流的熨烫工具。

## 现代熨平机的特点
- 采用不锈钢烘筒加热，散热效率高，表面光洁平整，从而取得比较好的熨烫效果。
- 熨烫速度无级调速，可达到静音效果。
- 采用变频调速系统，节能、高效、平稳。
- 采用外接蒸汽加热或者电加热。